# Хансен, Элвин
Элвин Харви Хансен (англ. Alvin Harvey Hansen ; 23 августа 1887, Виборг, шт. Южная Дакота — 6 июня 1975, Александрия, шт. Виргиния) — американский экономист, представитель неокейнсианского направления в экономической науке. Его называют «американским Кейнсом».

## Биография
Получил степень бакалавра в Янктон-Колледже, Дакота, в 1910 году. Продолжил обучение в Висконсинском университете в Мадисоне. Преподавал в Миннесотском университете и Гарварде.
В 1933—1934 был директором исследовательского отдела Комитета исследований государственной политики в международных экономических отношениях при президенте Рузвельте. В 1937—1938 член Собрания советников президента по социальному обеспечению. В 1940—1945 работал экономическим советником Федеральной резервной системы.
После ухода на пенсию из Гарвардского университета в 1957 году преподавал как приглашённый профессор в Бомбейском университете и во многих университетах США.
В 1938 году стал кейнсианцем. Автор «инвестиционной» теории экономического цикла. Президент Американской экономической ассоциации в 1938 г. Награждён медалью Фрэнсиса Уокера (1967 г.).

## Основные произведения
- «Теория экономических циклов» (Business Cycles Theory, 1927);
- «Экономическая политика и полная занятость» (Economic Policy and Full Employment, 1947);
- Денежная теория и финансовая политика = Monetary Theory and Fiscal Policy. / Пер. с англ. и ред. пер. В. Е. Малевича. Центр эволюц. экономики. — М. : Дело, 2006. — 311 с. : ил., табл. — ISBN 5-7749-0418-0
- Экономические циклы и национальный доход — М: Финансовая академия, 2008. — 466 с. (Business Cycles and National Income, 1951);
- «Доллар и международная валютная система» (The Dollar and the International Monetary System, 1965).